# 范宅 (宁波)
29°52′33.952″N 121°32′24.788″E / 29.87609778°N 121.54021889°E
范宅旧称西湖范氏和察院前范家，位于中国浙江省宁波市海曙区迎凤街130号。范宅建于明万历、天启年间，是范仲淹第十七世孙范亿所修建，现为宁波市规模最大，保存最完整的明代住宅建筑、著名旅游景点。1981年12月，范宅被公布为海曙区文物保护单位。

## 历史
范宅建于明万历、天启年间，是范仲淹第十七世孙范亿所修建的私人住宅，后住户逐渐增加到70多家。1981年12月，范宅被公布为海曙区文物保护单位。因为年久失修，1995年海曙区政府启动了范宅的拆迁改造工程。在这次维修改造中，有关部门先后提出了两个方案，一为拆除当时被误认作清时所建的两侧及后进建筑而保留主体，二为保留整体建筑并恢复至明时建筑风格。经过考察研究最终采取了方案二。1997年7月，范宅维修改造完成向社会开放，成为了一个古玩市场。2017年3月，海曙区政府对中山路沿线文物保护单位进行整修，范宅包含在内。

## 结构
范宅整体坐北朝南，为木结构建筑，现存建筑占地约2100平方米。位于建筑中轴线上的建筑有影壁、前进、中楼、后楼，两侧建有厢房，自北向南屋脊依次升高，整体成一日字形。建筑大门坐西朝东，门上有“大夫第”横匾。建筑总体共三进，第一进为面宽三间二弄带左右挟屋的单檐硬山式，细节较为精致，月梁、雀替等有阴刻，照壁上下边有卷草砖雕。第二进主体和一进类似，唯南北延伸和一进挟屋相连，北与后进相连区别于一进。后进为重檐歇山顶建筑，其二层设有透光、通风、防盗之用带直条木栏杆的窗户。